# Council
Council is een plaats (city) in de Amerikaanse staat Idaho, en valt bestuurlijk gezien onder Adams County.

## Demografie
Bij de volkstelling in 2000 werd het aantal inwoners vastgesteld op 816.
In 2006 is het aantal inwoners door het United States Census Bureau geschat op 698, een daling van 118 (-14,5%).

## Geografie
Volgens het United States Census Bureau beslaat de plaats een oppervlakte van
1,9 km², geheel bestaande uit land. Council ligt op ongeveer 991 m boven zeeniveau.

## Geboren
- James Rainwater (1917-1986), natuurkundige en Nobelprijswinnaar (1975)

## Plaatsen in de nabije omgeving
De onderstaande figuur toont nabijgelegen plaatsen in een straal van 40 km rond Council.